# Exarcado apostólico de Argentina
El exarcado apostólico greco-melquita católico de Argentina (en árabe: الأرجنتين‎) es una circunscripción eclesiástica de la Iglesia católica en Argentina. Se trata de un exarcado apostólico greco-melquita católico, inmediatamente sujeto a la Santa Sede. Desde el 14 de enero de 2023 es sede vacante y su administrador apostólico es el presbítero Jean Abou Charouche.

## Territorio y organización
El exarcado apostólico tiene 2 780 400 km² y extiende su jurisdicción sobre los fieles católicos de rito bizantino greco-melquita residentes en Argentina. Por no encontrarse dentro del territorio propio de la Iglesia greco-melquita católica, el exarcado apostólico no está bajo dependencia del patriarca melquita de Antioquía, y se halla inmediatamente sujeto a la Santa Sede. Sus obispos, aunque son designados por el papa, forman parte del sínodo patriarcal melquita y están sujetos al patriarca en los asuntos de su propio rito. 
La sede del exarcado apostólico se encuentra en la ciudad de Córdoba, en donde se halla la Catedral de San Jorge.
En 2021 en el exarcado apostólico existían 3 parroquias:
| Parroquia                           | Localidad/ paraje | Departamento/ partido | Provincia              | Jurisdicción                        |
| ----------------------------------- | ----------------- | --------------------- | ---------------------- | ----------------------------------- |
| Catedral San Jorge                  | Córdoba           | Capital               | Córdoba                | Departamento Capital (Córdoba), ... |
| Megalomártir San Jorge              | Rosario           | Rosario               | Santa Fe               | Departamento Rosario, ...           |
| Nuestra Señora del Perpetuo Socorro | Buenos Aires      |                       | Ciudad de Buenos Aires | Ciudad de Buenos Aires, ...         |

La misión exarcal apostólica greco-melquita católica de San Nicolás el Taumaturgo, Arzobispo de Myra en Lycia funcionó desde 2005 en la parroquia latina de Nuestra Señora de la Caridad en Yerba Buena, provincia de Tucumán, a cargo del hieromonje José Fuentesaúco y Rodríguez. Se discontinuó la misión en 2013 por ausencia de sacerdote. La comunidad cuenta con un centenar de fielesGrupos dispersos de melquitas se hallan también en las provincias de Catamarca, Santiago del Estero y Mendoza.
Una parroquia fue erigida en Santa Fe, pero debió cerrar por falta de sacerdote.

## Historia
A fines del siglo XIX comenzó la emigración de greco-melquitas católicos a Argentina, produciéndose una emigración más numerosa entre 1910 y 1930. Una segunda oleada se produjo entre 1949 y 1950. En su mayoría eran oriundos de Siria y del Líbano, pero también había pocas familias de Palestina, Egipto y Jordania.
Desde principios del siglo XX comenzaron a llegar familias melquitas católicas a Córdoba, pero la celebración de sacramentos empezó con el arribo del archimandrita Teófanos Badaoui en 1910. La iglesia San Jorge fue construida en 1919 y consagrada el 20 de junio de 1920 por el obispo auxiliar de Córdoba Inocencio Dávila.
En 1925 el sacerdote melquita Dimitrios Sydnaoui B.C. llegó a Buenos Aires y creó una capilla en Avellaneda. En 1946 el arzobispo de Buenos Aires creó la Capellanía de Orientales y puso a su frente al melquita Elías Andraos. 
El 19 de febrero de 1959 el papa erigió el ordinariato para los fieles de rito oriental de Argentina para la atención pastoral de los fieles católicos de ritos orientales desprovistos de ordinario propio, en el que quedaron comprendidos los católicos melquitas, designando al arzobispo de Buenos Aires como ordinario. 
El 5 de diciembre de 1983 el papa Juan Pablo II designó al obispo de curia del patriarcado melquita y archieparca titular de Edesa en Osroena de los greco-melquitas, Boutros Raï, como visitador apostólico para los greco-católicos melquitas de México, Argentina y Venezuela. Boutros Raï falleció el 7 de junio de 1994.
El exarcado apostólico greco-melquita católico de Argentina fue erigido por el papa Juan Pablo II el 21 de marzo de 2002 con la bula Quandoquiden saeculorum decursu. El 20 de abril de 2002 fue designado el obispo Georges Nicolás Haddad como primer exarca apostólico.

## Estadísticas
Según el Anuario Pontificio 2022 el exarcado apostólico tenía a fines de 2021 un total de 333 000 fieles bautizados.
| Año                                                                             | Población            | Población | Población      | Sacerdotes | Sacerdotes    | Sacerdotes    | Bautizados por sacerdote | Diáconos permanentes | Religiosos | Religiosos | Parroquias |
| Año                                                                             | Bautizados católicos | Total     | % de católicos | Total      | Clero secular | Clero regular | Bautizados por sacerdote | Diáconos permanentes | Varones    | Mujeres    | Parroquias |
| ------------------------------------------------------------------------------- | -------------------- | --------- | -------------- | ---------- | ------------- | ------------- | ------------------------ | -------------------- | ---------- | ---------- | ---------- |
| 2009                                                                            | 300 000              | ?         | ?              | 3          |               | 3             | 100 000                  |                      | 3          |            | 3          |
| 2010                                                                            | 300 000              | ?         | ?              | 4          |               | 4             | 75 000                   |                      | 4          |            | 3          |
| 2011                                                                            | 305 400              | ?         | ?              | 5          |               | 5             | 61 080                   | 1                    | 5          |            | 3          |
| 2016                                                                            | 310 700              | ?         | ?              | 5          |               | 5             | 62 140                   | 1                    | 5          |            | 3          |
| 2019                                                                            | 327 000              | ?         | ?              | 5          |               | 5             | 65 400                   | 1                    | 5          |            | 3          |
| 2021                                                                            | 333 000              | ?         | ?              |            |               |               |                          |                      |            | 1          | 3          |
| Fuente: Catholic-Hierarchy, que a su vez toma los datos del Anuario Pontificio. |                      |           |                |            |               |               |                          |                      |            |            |            |

## Episcopologio
- Georges Nicolás Haddad, S.M.S.P. (20 de abril de 2002-19 de diciembre de 2005 renunció)[nota 1]
- Jean-Abdo Arbach, B.C. (17 de octubre de 2006-23 de junio de 2012 nombrado archieparca de Homs de los melquitas)[nota 2]
- Ibrahim Salameh, S.M.S.P. (15 de agosto de 2013-14 de enero de 2023 retirado)[nota 3]
  - Jean Abou Charouche, desde el 14 de enero de 2023 (administrador apostólico)